# استفانی مک‌من
استفنی مک‌من لوک (به انگلیسی: Stephanie McMahon) مدیر صنفی آمریکایی است که در حال حاضر رئیس بخش تجاری دبلیودبلیوئی است. او هم چنین همراه کشتی‌گیر و کشتی‌گیر ضمنی است. او دختر رئیس سابق دبلیودبلیوئی، وینس مک‌من و کاندیدای مجلس سنای آمریکا، لیندا مک‌من و خواهر کوچکتر شین مک‌من و همسر کشتی‌گیر و نائب رئیس اجرایی دبلیودبلیوئی، پاول لیوِسک است. وی چهارمین نسل سوپراستار/دیواهای دبلیودبلیوئی است.
او از سال ۲۰۲۲ بعنوان جانشین پدرش، رئیس دبلیودبلیوئی است.
او از ۱۹۹۰ به‌طور منظم در دبلیودبلیوئی به عنوان بخشی از داستان با آندرتیکر ظاهر شد. بعد از رابطه کوتاه مدت نمایشی با تست، با تریپل اچ نامزد کرد. (آنها دو بار نمایشی و بعداً در زندگی واقعی با هم در سال ۲۰۰۳ ازدواج کردند) او یک بار کمربند قهرمانی زنان دبلیودبلیواف را گرفت. در ۲۰۰۱ استفنی مالک نمایشی ای‌سی‌دبلیو شد. سال بعد جنرال منیجر اسمکدان بود ولی بعد از مسابقه «آی کوییت» با پدرش دیگر به‌طور منظم حضور پیدا نکرد.
بعد از حضورهای گاه‌وبیگاه طی چندین سال، در ۲۰۰۸ به‌طور منظم در راء به عنوان جنرال منیجر ظاهر شد اما دوباره ناپدید شد. در میانه ۲۰۱۳ به دبلیودبلیوئی تحت شخصیتی بسیار پرشور با شوهرش تریپل اچ برگشت. این دو به عنوان زوجی قوی بنام «مرجع قدرت» فرمان‌های مرموز صادر می‌کنند در حالیکه ادعا می‌کنند «آنچه برای تجارت عالی است را انجام می‌دهند.»

## کودکی
استفنی ماری مک‌من در ۱۳ سالگی در دبلیودبلیواف ظاهر شد و تجارت کاتالوگ می‌کرد و مدل تی شرت و کلاه بود. بعداً به دانشگاه بوستون رفت و مدرک ارتباطات گرفت. بعد از فارغ‌التحصیلی در ۱۹۹۸ به‌طور تمام وقت در دبلیودبلیواف شروع به کار کرد.

## دبلیودبلیواف / ای

### رابطه با تست (۱۹۹۹)
در ابتدای ۱۹۹۹ با پیشنهاد نویسنده کمپانی وینس روسو، مک‌من به عنوان دختر شیرین و بی گناه وینس مک‌من در طول داستان نمایشی وینس و آندرتیکر شروع به کار کرد. آندرتیکر مک‌من را دزدید و تا جایی پیش رفت که می‌خواست در رینگ با او ازدواج کند ولی استون کلد او را نجات داد.
سپس مک‌من رابطه‌ای نمایشی با تست را شروع کرد که باعث رقابت بین تست و برادر بزرگش شین شد. وقتی تست در سامراسلم در مسابقه «عاشقش باش یا ترکش کن» شین را شکست داد مک‌من و تستدر ۲۰ سپتامبر ۱۹۹۹ در مسابقه‌ای تیمی شرکت کردند. آن‌ها موفق به شکست جف هاردی و دبرا شدند. این زوج نهایتاً نامزد کردند ولی در بین مراسم درون رینگ، تریپل اچ ظاهر شد. او ویدئویی نشان داد که فاش کرد به مک‌من دارو خورانده و او را به لاس وگاس برده و با او ازدواج کرده. مک‌من اول از تریپل اچ متنفر شد اما بعداً فاش کرد حرف او درست بوده و این عروسی برای انتقام از پدرش بوده‌است. با این کار به شخصیتی منفور تبدیل شد.

### دوران مک‌من هلمزلی (۲۰۰۰–۲۰۰۱)

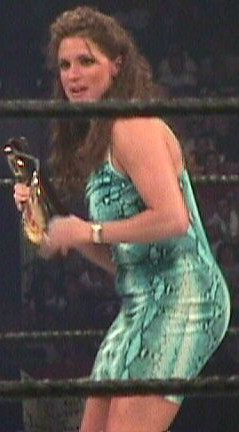
مک‌من به عنوان قهرمان زنان در کینگ آو ذ رینگ ۲۰۰۰.

در ۲۰۰۰ در اثر غیاب وینس مک‌من (بخاطر مصدومیت توسط تریپل اچ در ۱۹۹۹) استفنی و تریپل اچ مالکان نمایشی دبلیودبلیواف شدند. این دوران «مک‌من-هلمزلی» نام گرفت و دوران توطئه‌های مک‌من-هلمزلی بود.
تریپل اچ قهرمانی دبلیودبلیواف و استفنی قهرمانی زنان را با شکست ژاکلین گرفت. در ۶ ژوئن مک‌من از عنوانش علیه لیتا دفاع کرد. در رسلمینیای ۲۰۰۰ او با پدر و برادرش آشتی کرد چون آن‌ها در حفظ عنوان به تریپل اچ در برابر راک کمک کردند. با این کار از این خانواده فقط لیندا مک‌من شخصیتی محبوب ماند.
در اواخر ۲۰۰۰، داستان مثلث عشقی بین مک‌من، تریپل اچ و کرت انگل شکل گرفت. در مسابقه‌ای تریپل اچ، انگل را شکست داد و مک‌من هم ضربه‌ای به او زد و با این کار وفاداریش به تریپل اچ را ثابت کرد. مک‌من بعداً مدیر انگل شد و در شکست راک و قهرمانی دبلیودبلیواف با او همراه بود. این همراهی کوتاه بود. راک روی مک‌من حرکت مخصوص خود را زد و تریپل اچ به انگل حمله کرد. چون عقیده داشت تقصیر انگل است که مک‌من آسیب دید. در ۲۱ اوت ۲۰۰۰ مک‌من علی‌رغم دخالت‌های تریپل اچ و انگل، قهرمانی زنانش را به لیتا باخت. چون داور ویژه مسابقه حرکتی روی او رفت.
دعواهای داخلی بین خانواده مک‌من باعث شد لیندا مک‌من از ترس درخواست طلاق وینس، بیهوش شود و به صندلی چرخ دار نیاز یابد. وینس در ملاعام با تریش استراتوس به او خیانت کرد. استفنی اندکی با استراتوس دشمنی کرد و او را شکست داد. تا چند هفته بعد، وینس توضیح داد از استفنی در برابر استراتوس حمایت می‌کند و به او اجازه داد به‌طور وحشیانه‌ای به استراتوس حمله کند. در رسلمینیای ۱۷ شین توانست وینس را در مسابقه «مبارزه خیابانی» شکست دهد. در طول مسابقه استراتوس یه وینس سیلی زد و به دنبال استفنی افتاد چون ظاهراً از رفتار زن ستیزانه او ناراحت بود.

### تهاجم ای‌سی‌دبلیو و طلاق از تریپل اچ (۲۰۰۱–۲۰۰۲)
مک‌من فاش کرد که ای‌سی‌دبلیو را خریداری کرده و قصد دارد دبلیودبلیواف را ورشکست کند. (در واقعیت در این زمان بر سر مالکیت ای‌سی‌دبلیو نزاع بود) او به همراه برادرش شین (که مالک نمایشی دبلیو سی دبلیو شده بود) گروه اتحاد را تشکیل دادند. این گروه شامل افراد دیگری مثل بوکرتی، راب ون دام، کرت انگل و استیو آستین بود و توسط «تیم دبلیودبلیواف» (شامل آندرتیکر، کین، بیگ شو، کریس جریکو و راک) شکست خوردند. شب بعد شین و مک‌من از تلویزیون دبلیودبلیواف ناپدید شدند. مک‌من در ژانویه ۲۰۰۲ با بازگشت تریپل اچ به عنوان شخصیتی محبوب، برگشت؛ ولی مشکلات این زوج شروع شد. چون استفنی همسری خرده گیر و چسبناک شده بود. به عنوان بخشی از داستان، مک‌من به دروغ ادعای بارداری کرد تا شوهرش را مثل قبل کند ولی دروغش برملا شد و طلاق گرفتند. تریپل اچ بعداً فهمید استفنی از طریق تماسی تلفنی از طرف لیندا مک‌من به او دروغ گفته. پس او را در محراب عروسی مجددشان ترک کرد. در نتیجه وقتی تریپل اچ برنده رویال رامبل شد، استفنی خود را داور ویژه مسابقه او و کرت انگل کرد و باعث شد انگل ببرد. اما شب بعد تریپل اچ او را شکست داد و فرصت قهرمانیش را پس گرفت. سپس مک‌من در کنار دشمن قدیمی، کریس جریکو قرار گرفت. با وجود دخالتش در رسلمینیای ۱۸ جریکو عنوانش را به تریپل اچ باخت. در ۲۵ مارس مسابقه‌ای سه‌گانه بین جریکو، مک‌من و تریپل اچ برای قهرمانی بلامنازع برگزار شد. از شرایط این بود که اگر مک‌من پین شود باید کمپانی را ترک کند. در آخر تریپل اچ مک‌من را پین کرد.

### جنرال منیجر اسمکدان (۲۰۰۲–۲۰۰۳)
در ۱۸ ژوئیه ۲۰۰۲ مک‌من به دبلیودبلیواف به عنوان جنرال منیجر اسمکدان برگشت. برخلاف دوران مک‌من-هلمزلی، استفنی شخصیتی محبوب شد. او شروع به دشمنی با جنرال منیجر راء، اریک بیشاف کرد. اما این دو در مهمانی هالووین وقتی استفنی لباس جادوگر و بیشاف لباس پدر استفنی را پوشیده بود، همدیگر را بوسیدند. مک‌من موفق به امضای قرارداد برگشت به اسمکدان با هالک هوگن شد که این کار باعث اختلاف با پدرش شد. 

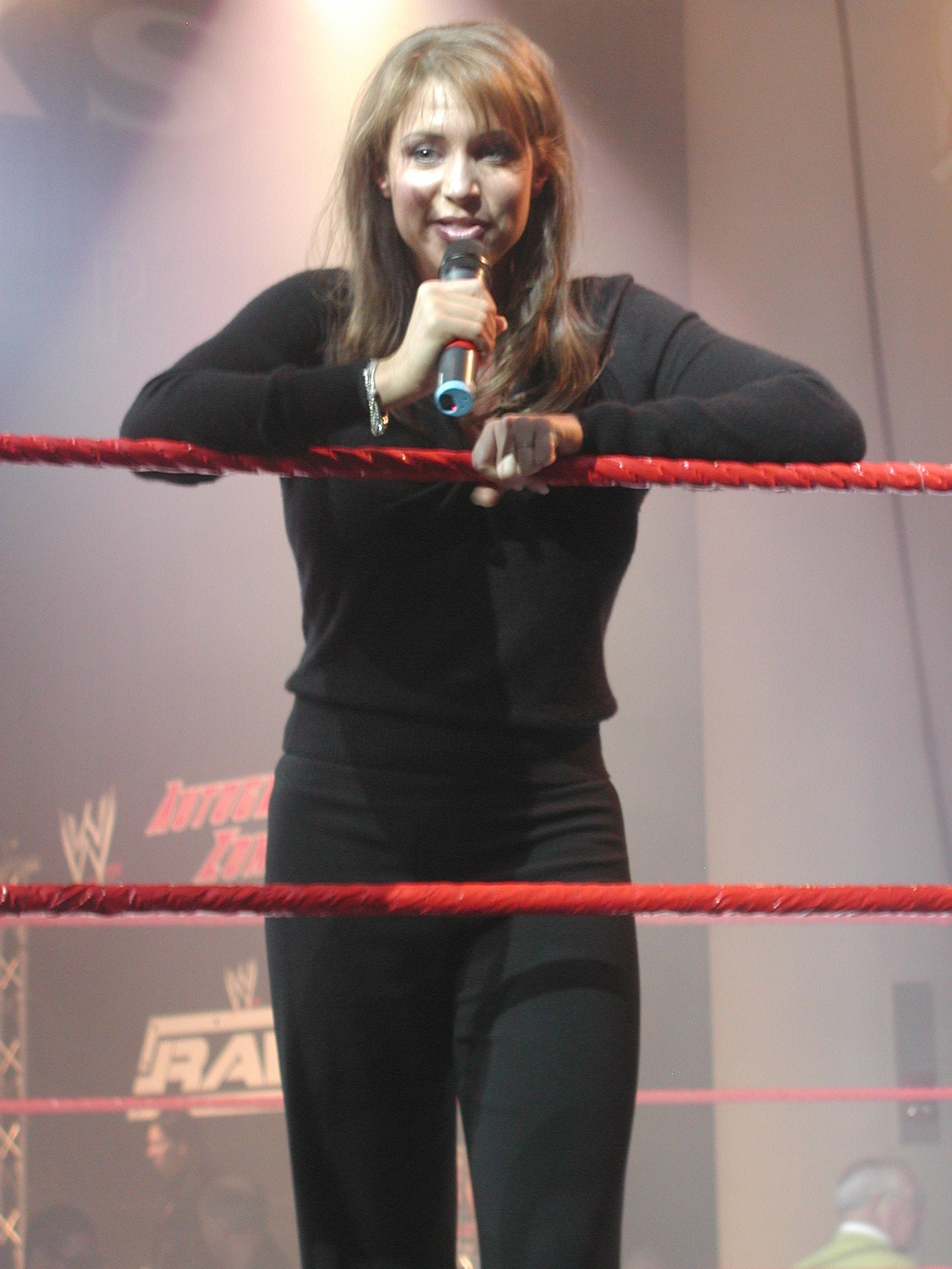
جوانی استفنی مک‌من

در این حین، وینس مک‌من از تلاش‌های استفنی برای پیگیری خیانتش با سیبل، خشمگین شد. این دشمنی باعث ایجاد اولین مسابقه «پدر-دختر: من تسلیم هستم» شد. استفنی توسط مادرش، لیندا و وینس توسط سیبل همراهی می‌شد. وقتی وینس با یک لوله در حال خفه کردن استفنی بود، لیندا حوله‌ای به داخل رینگ برای تسلیم شدن پرتاب کرد و مسابقه پایان یافت. بعداً استفنی برای دو سال از تلویزیون دبلیودبلیوئی دور شد. این داستان نوشته شده بود تا استفنی بتواند برای ازدواج با پاول تریپل اچ لوک از کمپانی خارج شود.

### حضورهای گاه‌وبیگاه (۲۰۰۵–۲۰۰۷)
مک‌من در اکتبر ۲۰۰۵ دوباره با شخصیتی منفور برگشت. او با پدرش و مادرش، جیم راس را اخراج کرد. سپس در ۶ مارس ۲۰۰۶ در حالیکه آشکارا باردار بود، در پشت صحنه پیش شاون مایکلز رفت و ادعا کرد درد شکمی دارد. وقتی مایکلز برای آوردن آب رفت، مک‌من ماده‌ای نامعلوم از لباسش خارج کرد و آن را در بطری آب مایکلز ریخت. این ماده باعث شد او در مسابقه با شین مست شود و ببازد. مک‌من هم چنین در ۱ آوریل ۲۰۰۶ در مراسم «هال آو فیم» ظاهر شد.
او بعداً در پشت صحنه رسلمینیای ۲۳ برای دیدن پدرش ظاهر شد. وقتی پدرش بعد از جعل مرگ خودش در راء ظاهر شد، مک‌من فاش کرد که پدرش یک بچه نامشروع دارد که در بین افراد کمپانی است. در ۳ سپتامبر ۲۰۰۷، استفنی با مادر و برادرش بارها با پدرش دربارهٔ آن بچه مواجه شدند. بعداً معلوم شد آن بچه، هورنسواگل بوده‌است. در پانزدهمین سالگرد راء، استفنی با شین و نیز پدرش با هورنسواگل ظاهر شدند. نهایتاً او برای تحقیر کردن پدرش شوهرش (واقعی) تریپل اچ را بوسید.

### جنرال منیجر راء (۲۰۰۸–۲۰۰۹)
بعد از مصدومیت‌های شدیدی که برای وینس پیش آمد، او از کشتی گیران راء خواست تا در کنار هم قرار گیرند. تقاضاهای شین مورد توجه قرار نگرفت و برای دوهفته شین و استفنی از کشتی گیران می‌خواستند با هم متحد بمانند. هفته بعد شین اعلام کرد مایک آدامل گزینه آن‌ها برای جنرال منیجری راء است.
وقتی آدامل این کسوت را نپذیرفت، استفنی جنرال منیجر شد و هفته‌ها به دشمنی با کریس جریکو پرداخت و او را اخراج کرد (اگرچه بعداً برگشت). وقتی وینس برگشت، این خانواده به دشمنی با رندی اورتون پرداختند. (چون به سر وینس ضربه زده بود) بعد از هفته‌ها دشمنی اورتون و متحدانش در لگاسی به سر شین ضربه زدند و روی استفنی حرکت «آر کی او» را اجرا کردند. بعد این حمله، تریپل اچ به دنبال اورتون افتاد. رقابت بین اورتون و لگاسی در برابر تریپل اچ و مک‌من‌ها به رسلمینیای ۲۵ رسید. آنجا تریپل اچ با شکست اورتون قهرمان دبلیودبلیوئی شد. ماه بعد، اورتون عنوانش را پس گرفت. بعد از این، استفنی راء را ترک کرد و از تلویزیون دبلیودبلیوئی غایب شد.

### حضورهای گاه‌وبیگاه (۲۰۱۰–۲۰۱۳)
مک‌من در ۱ نوامبر برگشت و گفت خواب دیده وقتی دکتر وینس به او خبر داده که لیندا میلیون‌ها دلار برای کمپینش در سنا سرمایه‌گذاری کرده، او از کما خارج شده. وقتی استفنی از خواب بیدار می‌شود از همسرش تریپل اچ، دربارهٔ وضعیت وینس می‌پرسد. اما او می‌گوید دکترها عقیده دارند او دچار مرگ مغزی شده‌است. با شنیدن این حرف استفنی خدا را شکر می‌کند و دوباره به خواب می‌رود.
مک‌من در کنفرانس رسلمینیای ۲۷ به عنوان مهمان ظاهر شد. ماه‌ها بعد در پشت صحنه سامر اسلم آمد تا برای سی ام پانک آرزوی موفقیت کند. اما پانک با او دست نداد و توهین کرد: «من می‌خواهم دست دهم ولی … می‌دانم این دست‌ها کجا بوده‌اند.» شب بعد مک‌من دوباره در پشت صحنه ظاهر شد و پانک را تهدید کرد: «در آخر مردم به آنچه لیاقتش را دارند می‌رسند.»
در ۲۳ ژوئیه ۲۰۱۲، مک‌من در هزارمین قسمت راء ظاهر شد و به پاول هیمن سیلی زد تا او را متقاعد کند مسابقه براک لزنر و تریپل اچ را بپذیرد. در ۶ آوریل ۲۰۱۳ مک‌من رقیب سابق نمایشی خود، تریش استراتوس را وارد لیست هال آو فیم کرد.

### مرجع قدرت (۲۰۱۳-اکنون)

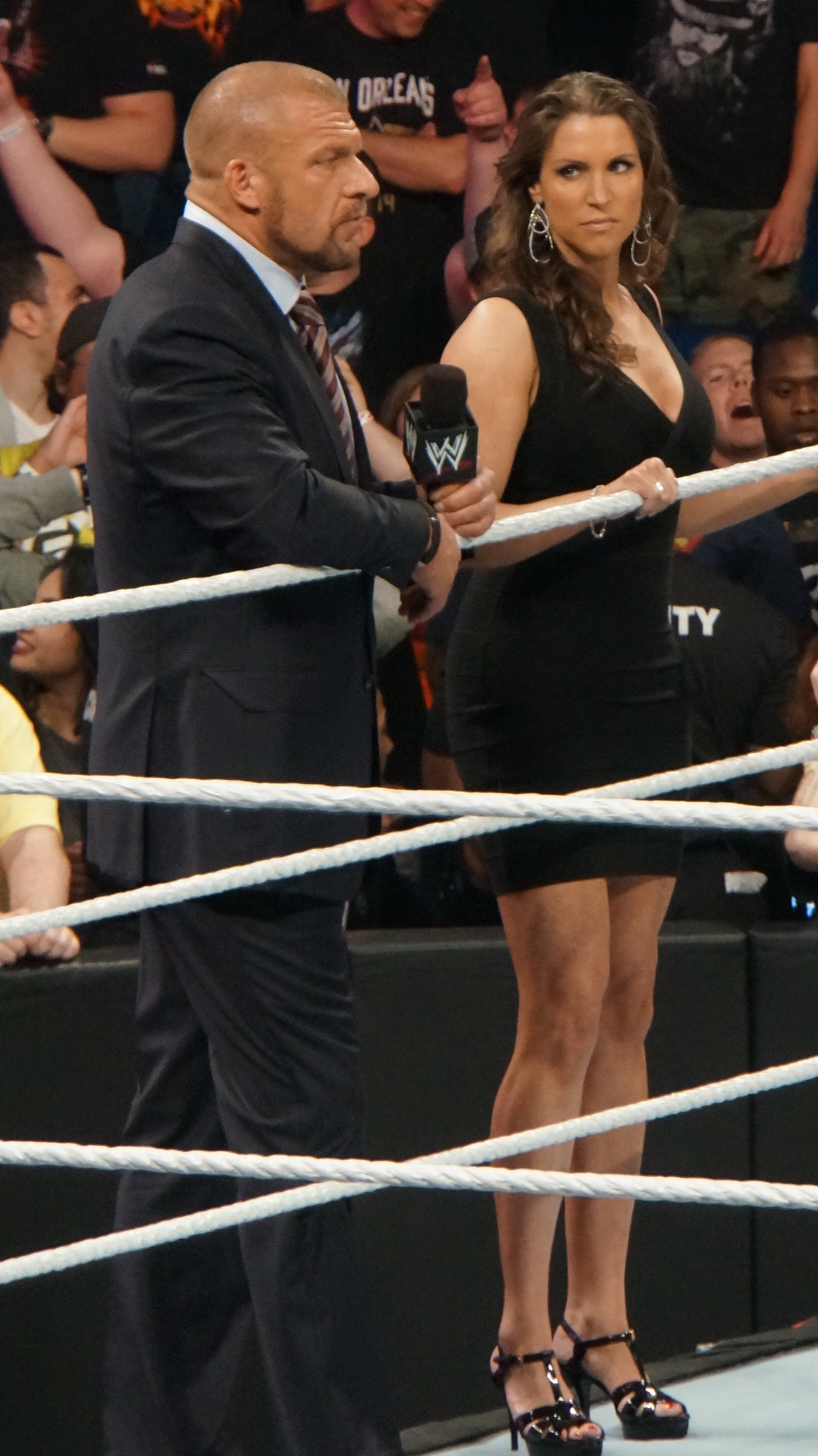
استفنی با شوهرش پاول «ترپیل اچ» لوک

در ۳ ژوئن مک‌من ظاهر شد تا به تریپل اچ در آن شب اجازه مسابقه ندهد. در ۱۷ ژوئن او با قهرمان جدید دیواز، ای جی لی روبرو شد. در ۸ ژوئیه، وقتی در ارزیابی شغلی گررو، مردم به گزینه «شکست خورده» رای دادند، مک‌من آمد و گررو را از منصب سرپرست مدیریتی راء اخراج کرد.
در ۱۹ اوت استفنی از عملکرد شوهرش در سامراسلم در برابر دنیل برایان حمایت کرد و گفت برایان هیچ‌گاه برای چهره کمپانی بودن مناسب نبوده‌است. با این کار او تبدیل به چهره منفور شد. بعداً او در کنار همسر و پدرش قهرمانی اورتون را جشن گرفتند درحالیکه گروه شیلد و سپس رندی اورتون به برایان حمله کردند. در اسلمی اواردز، اورتون و جان سینا درون رینگ با یکدیگر نزاع کردند و بقیه مجبور به جداکردنشان شدند. رندی اورتون، پانک را هل داد که اینکار باعث عصبانیت پانک شد و او به اورتون حمله کرد. تریپل اچ هم پانک را دور کرد که اینکار باعث حمله پانک به تریپل اچ هم شد. در ادامه شاون مایکلز برای دفاع از تریپل اچ بر روی پانک حرکت «سوپرکیک» را انجام داد. بعد از این، دنیل برایان به سر مایکلز ضربه‌ای وارد کرد. اورتون تلاش کرد بر روی برایان حرکت «آر کی او» را انجام دهد ولی برایان او را هل داد و در نتیجه اورتون به استفنی برخورد کرد و او روی زمین افتاد. ترپیل اچ این صحنه را دید و تصور کرد اورتون عمداً این کار را کرده، پس روی او حرکت «پدیگری» را انجام داد. در رسلمینیای ۳۰ استفنی در طول مسابقه تریپل اچ و برایان کنار رینگ حضور داشت و شاهد باخت شوهرش بود. وقتی در مسابقه قهرمانی تریپل اچ و برایان، گروه شیلد به تریپل اچ حمله کرد، استفنی پیشنهاد کرد شوهرش، باتیستا و اورتون با هم متحد شوند و با تشکیل دوباره گروه اوولوشن مقابل شیلد قرار بگیرند.
در ۲۸ آوریل در راء، استفنی از دنیل براین و بری بلا برای حمله کین طی هفته‌های اخیر عذرخواهی کرد. برای نشان دادن تاسفش به بری فرصتی قهرمانی برای رویارویی با قهرمان دیواز، پیج، داد. مسابقه نیکه کاره تمام شد زیرا کین ظاهر شد و قصد دزدیدن بری را کرد. بدین ترتیب دشمنی بین استفنی و بری شکل گرفت. هم چنین اگر دنیل براین عناوینش را واگذار نکند، بری بلا اخراج خواهد شد. در پی بک، بری به براین اجازه داد تا قهرمان بماند و خودش wwe را ترک کرد و به صورت استفنی سیلی زد.

## دوران تجارت
مک‌من در دبلیودبلیوئی به عنوان مدلی برای کالاهای تجاریشان وارد شد. اما بعداً مدیر حسابداری کالاهای کمپانی در نیویورک شد. در سال‌های ابتدایی او در پذیرش، طراحی خلاقانه، تهیه‌کننده تلویزیونی و کشتی‌گیر فعالیت داشت. بعد از مدتی به عنوان سرپرست نمایش‌نامه نویسان، تبدیل به نائب رئیس ارشد نمایشنامه نویسان در سال ۲۰۰۶ شد. طبق بیانیه مالی دبلیودبلیوئی در مارس ۲۰۰۸، حقوق تقریبی او در سال ۲۰۰۷، ۶۷۷۱۲۵ دلار بود.
مک‌من در ۲۰۰۷ مدیر عامل نمایشنامه نویسان شد. او مسئول سرپرستی داستان‌ها برای تمام برنامه‌های تلویزیونی و پی پی وی‌های کمپانی است. هم چنین تمام جنبه‌های مدیریت استعدادها و عناوین تجاری، ثبت شوهای زنده و مالکیت برنامه‌های اجتماعی و دیجیتالی را سرپرستی می‌کند. استفنی عضو هیئت رئیسه کمپانی Tout و USO است. در ۴ دسامبر ۲۰۱۳، دبلیودبلیوئی اعلام کرد استفنی به مقام رئیس برند کمپانی ترفیع یافته‌است. حالا او برای پیشرفت شهرت برند دبلیودبلیوئی در بین تبلیغ‌کننده‌ها، رسانه‌ها، شرکای تجاری و سرمایه‌گذاران تلاش می‌کند. او هم چنین به عنوان سفیر دبلیودبلیوئی و با واحدهای تجاری برای حمایت از ابتکارهای روبه رشد کار می‌کند. استفنی برنامه‌های بازاریابی مادران و جوانان در دبلیودبلیوئی را رهبری می‌کند. با این قدرت رهبری او توانست به همکاری با برند جنرال میلز توتینو ادامه دهد. در ۵ فوریه ۲۰۱۴ استفنی با میشل ویلسون همکاری دبلیودبلیوئی با کابوم را برای ساخت زمین بازی برای هفته رسلمینیای هر سال در لوییزیانا اعلام کرد.

## زندگی شخصی
مک‌من در ژوئیه ۲۰۰۱ کاشت سینه انجام داده. در اکتبر ۲۰۰۱ مادرش لیندا دربارهٔ پیشرفت دخترش توضیح داد: «اولین نگرانی من همیشه مسائل سلامتی است. استفنی کاملاً دستورالعمل را دنبال کرده و به همه سوالاتی که من پرسیدم جواب داده. پس من احساس آسودگی می‌کنم اگر بخواهد کاری انجام دهد و همه جوره او را حمایت می‌کنم.» در اکتبر ۲۰۰۲ مک‌من بیان کرد قرار بوده کاشت سینه بزرگتری انجام دهد اما چون اخیراً وزن کم کرده نوع کوچکتری کاشت.
او متهم به اخراج چاینا است که در ۲۰۰۱ کمپانی را ترک کرد. چاینا که قبلاً سال‌ها با تریپل اچ رابطه عاشقانه داشت، ادعا کرد رفتنش بخاطر حقوق نبوده بلکه مک‌من می‌خواسته او در کمپانی نباشد. او گفت در طول رابطه اش با تریپل اچ، مک‌من هم با تریپل چ رابطه داشته و او را از چاینا دزدیده. مک‌من و لوک در سال ۲۰۰۰ در طول عشق نمایشی خود باهم قرار می‌گذاشتند و در ولنتاین ۲۰۰۳ نامزد کردند. در مصاحبه رادیویی سال ۲۰۰۴، لوک گفت اندکی بعد از جدایی از چاینا با مک‌من قرار می‌گذاشت. این زوج در ۲۵ اکتبر ۲۰۰۳ با هم ازدواج کردند. بعد از عروسی، استفنی نام خانوادگی همسرش را گرفت و قانوناً نام میانی اش را به مک‌من تغییر داد.
او و لیوسک سه دختر دارند. در ۸ ژانویه ۲۰۰۶، دبلیودبلیوئی اعلام کرد مک‌من و لیوسک منتظر اولین فرزندشان هستند. مک‌من به کار و سفر با دبلیودبلیوئی در طول دوران حاملگی اش ادامه داد. تا اینکه دختری ۳ کیلو و ۸ گرمی با نام آرورا رز لیوسک در ۲۴ ژوئیه ۲۰۰۶ به دنیا آورد. دختر دومشان بنام مورفی کلر لیوسک در ۲۸ ژوئیه 2008 و سومین دخترشان واون اولین لیوسک در ۲۴ اوت ۲۰۱۰ به دنیا آمد.
طبق حساب توییتر مک‌من، او طرفدار پیتسبورگ استیلرز است.
مک‌من جمیعا حقوقی بالغ بر ۷۷۵۰۰۰ دلار در شغل اداری و تلویزیونی خود در سال ۲۰۱۳ بدست آورد. هم چنین در صندوق دبلیودبلیوئی، او ۷۷ میلیون دلار سهم دارد.
همراهان او:
- - تریپل اچ
  - ست رولینز
  - کین
  - رندی اورتون
  - ادج